# 凌譽
凌譽（？—？），浙江人，清朝政治人物。監生出身。
道光二十七年，接替高长绅。署任江蘇荆溪縣知縣。后由邵錕接任。